# Tràsies
Tràsies (en grec antic Θρασύας Thrasyas) va ser un eminent herbolari, fabricant i venedor de drogues, citat per Teofrast. Va néixer a Mantinea a Arcàdia i va ser tutor d'Alèxies. Va descobrir una droga tant eficaç que podia fer que el desenllaç final fos fàcil i sense dolor. Utilitzava suc de cicuta, de cascall i d'altres herbes semblants en dosis molt petites que pesaven menys d'una dracma. No existia res que pogués neutralitzar aquest verí, que conservava el seu poder durant molt de temps sense perdre les seves propietats. Teofrast afegeix que Tràsies agafava la cicuta "no de qualsevol lloc" sinó de llocs freds i ombrejats. El seu deixeble Alèxies va ser també un expert en la preparació de verins.
Va viure abans de l'època de Teofrast, probablement al segle iv aC. Podria ser la mateixa persona que va escriure un llibre amb fórmules mèdiques, que és esmentat per Escriboni Llarg (De Compos. Medicam. 100.208) i Aeci (2.4. 57, 3.50.65, pp. 415, 426).